# نوبة حماحم (حبيش)

تعديل مصدري - تعديل

نوبة حماحم محلة تابعة لقرية حماحم، التابعة لعزلة كومان بمديرية حبيش إحدى مديريات محافظة إب في الجمهورية اليمنية، بلغ تعداد سكانها 45 حسب تعداد اليمن لعام 2004.